# تيم رادفورد (عسكري)
تيم رادفورد (بالإنجليزية: Tim Radford)‏ هو عسكري بريطاني، ولد في 23 فبراير 1963.